# 約束/question
「約束/question」（やくそく/クエスチョン）は、2006年5月24日に発売された玉木宏の5thシングル。
発売元はavex trax。

## 解説
- 3週連続リリースの第2弾。
- 「約束」は、玉木が自分の曲で一番好きな曲だと言っている。

### CDタイプ
- 通常版 (AVCD-30948)
- CD+DVD版 (AVCD-30947/B)

## 収録曲

### CD
全作詞・作曲：森元康介
1. 約束
編曲：中野雄太
2. question
編曲：tasuku

### DVD
1. 「約束」MUSIC CLIP
2. コメントオフショット